# Beata rustica
Beata rustica är en spindelart som först beskrevs av Peckham, Peckham 1895.  Beata rustica ingår i släktet Beata och familjen hoppspindlar. Inga underarter finns listade.